# Kronštadt
Kronštadt (in russo Кронштадт?; in tedesco Kronstadt, da Krone, "corona" e Stadt, "città") è una città-fortezza e porto sull'isola di Kotlin nella baia della Neva, parte del golfo di Finlandia, e costituisce una suddivisione amministrativa della città federale di San Pietroburgo di cui è la principale base navale.

## Storia
Fu fondata dallo zar Pietro il Grande (1682-1725) nel 1704, l'anno dopo aver strappato l'isola di Kotlin agli svedesi, il quale affidò la costruzione della fortezza a Domenico Trezzini. Nei secoli, è stata sede di un'accademia militare navale e teatro di molti fatti storici, per esempio la visita dei francesi nell'estate 1891 ricevuti da Alessandro III (1881-1894), poco prima dell'Alleanza franco-russa, e altre vicende legate alla Rivoluzione russa e a quella d'ottobre. Kronštadt fu sede di due ammutinamenti di marinai: il primo avvenuto l'8 novembre 1904 e il secondo nel luglio 1917, soffocato dal Governo provvisorio russo. Durante i mesi di febbraio e marzo 1921, Kronštadt è stata nuovamente il focolaio di una rivolta diretta dal suo soviet in contrapposizione all'accentramento del potere nelle mani dei bolscevichi dopo la Rivoluzione d'ottobre.